# リュドヴィック・ド・ボーヴォワール
リュドヴィック・ド・ボーヴォワール（Ludovic de Beauvoir, 1846年3月29日 - 1929年12月10日）は、フランスの貴族・旅行家・外交官。爵位は伯爵（comte）で、「ボーヴォワール伯爵」として言及されることがある。
1860年代半ばに世界一周旅行を行い、旅行記を出版した。世界一周の途中、幕末期の日本も訪問している。

## 生涯
1846年、ブリュッセルにおいてオルレアネ貴族の家に生まれた。彼の父のボーヴォワール侯爵はオルレアン家と血縁関係にあった。
1865年、学校での勉学を終えた19歳のボーヴォワールは、幼少期からの友人であるパンティエーヴル公爵ピエール・ドルレアンとともに世界一周旅行に出発することとなった（出発については、1866年4月にパリからという記述もある）。以後、オーストラリア、オランダ領東インド（現在のインドネシア）、シャム（現在のタイ王国）、香港、マカオ、中国（清朝）の広州と華北、日本（幕末期）、米国カリフォルニア州を訪れた。
1867年9月にフランスに帰国したボーヴォワールは、世界一周旅行に関する書籍 Voyage autour du monde の最初の2巻 Australie et Java, Siam, Canton を出版し、成功した。この本で彼は、メルボルンに到着してからのビクトリア、タスマニア、ニューサウスウェールズへのオーストラリア旅行について報告し、ビクトリアの金鉱について語っている。また彼は、ジャワの巨大なワニやサイの狩猟について詳述し、ジャワの王族や宮廷官僚階級（プリヤイ）の素晴らしい生活を説明する。シャムにおいては国王の火葬を含む様々な物珍しい儀式を目撃した。香港での短い滞在の後でマカオに赴き、貧しい中国人たちがここからカリフォルニアに向けて出発していることを描く。
1870年から1871年にかけて普仏戦争に参加。レジオンドヌール勲章を受章。外務省に入省して外交官となった。1876年にはルイ・ドゥカズ外相のもとで補佐官を務めた。
1872年に、世界一周旅行記の3巻目 Pékin, Yeddo, San Francisco を出版した。彼は、中国と日本でのさまざまに珍しい事物を述べている。一連の世界一周旅行記は好評を博し、アカデミー・フランセーズからも賞を与えられた。
1929年に死去。

## 日本滞在
ボーヴォワールは1867年（慶応3年）4月、横浜に到着し、以後35日間日本に滞在した。この間、江戸見物や横須賀製鉄所の見学、箱根への訪問を行っている。
5月17日、ボーヴォワールは箱根の宮ノ下を訪れ、宿屋の温泉に入浴した。文献に見られる中では箱根の温泉に入浴した最初の西洋人とされる。
当時、日本を訪れた多くの西洋人は、日本人男女の混浴を不道徳なことと見なしており、多くの旅行者が批判的な「観察」を書き残している。こうした中でボーヴォワールは、宮ノ下で最も大きな温泉宿（奈良屋）で風呂上がりの男女が「アダムとイヴの姿そのままで」くつろいでいる様を見てこの宿での宿泊を願い、満室でかなわなかったために高台にある別の旅館（富士屋ホテルの前身にあたる藤屋か）で宿泊と入浴を果たした。ボーヴォワールは自ら望んで入浴し、抵抗感なく混浴に溶け込んだ点で珍しい西洋人であった。

## 著書
- Voyage autour du monde : Australie, Java, Siam, Canton, Pékin, Yeddo, San Francisco, Paris, Plon, 1867
日本に関する部分の訳書は『ジャポン1867年』（綾部友治郎訳、有隣堂新書、1984年） が刊行されている。
明治時代に、本書の北京に関する部分を基礎に他の書籍を参照する形で『北京』（著者名義は「旁暮伊爾」、児島友信編訳、積善館、1895年）が刊行されている[8]。